# Liste des étoiles ayant un nom d'origine arabe
Pour les autres listes d'étoiles, voir Liste de listes d'étoiles.
Un grand nombre d'étoiles tirent leur nom de l'arabe, visibles à l'œil nu elles sont près de 200. Dans sa traduction de l'Almageste de Ptolémée, l'astronome Al-Soufi en a consigné la plupart dans son Livre des étoiles fixes. D'autres informations peuvent être récoltées parmi les zijes.

## A
- Acamar : آخر النهر (ʼĀkhir ān-nahr) signifiant « l'embouchure de la rivière »
- Achernar : آخر النهر (Akhir al Nahr) parfois orthographié Akhenar, voulant dire « fin de la rivière »
- Achird : de 'áchir signifiant « dernier, extrémité »
- Acrab : العقرب (al-ʿaqrab) signifiant « le scorpion » (c'est une étoile du Cancer)
- Acubens : الزبانى (Az-Zubana) signifiant « la pince »
- Adhafera : الضفيرة (Ad-Dafirah) signifiant « la boucle »
- Ain : عين ('Ain) signifiant « œil »
- Albali : البالع (albāli‘) signifiant « l'avaleur »
- Albireo : ce nom apparait en Europe à l'époque de la Renaissance à la suite d'une succession d'erreurs, et de mauvaises interprétations, ayant pour origine le nom grec de la constellation, translittéré en arabe, puis réinterprété de façon erronée en latin. Il ne correspond à aucun mot arabe.
- Alchiba : الخباء (Al-Khiba') signifiant « la tente »
- Aldébaran : 'الدبران' (Al Dabarān) Le suiveur (des Pléiades)
- Alnilam : النظام (An-Niżām) de نظم (nażm) qui signifie « rang de perles »
- Alnitak : an-nitaq, « la ceinture »
- Altaïr : النسر الطائر (al-nasr al-taʾir) qui signifie « l'aigle en vol ». Le nom arabe apparait avant les traductions des ouvrages grecs. L'origine est probablement sumérienne ou babylonienne, pour ces peuples Altaïr était « l'étoile de l'aigle ».
- Ancha: أنقاء (anqa) qui signifie « hanche »[1][source insuffisante]. Cette étoile fait partie de la constellation du Verseau. Comme d'autres étoiles arabes (Ain, Deneb, Alnitak, Mintaka, Mirach, Rigel), Ancha tire son nom du vieux jargon anatomique arabe.[réf. nécessaire]

## B
- Bételgeuse : de يد الجوزا, yad al-jawzāʾ, « main de al-jawzāʾ », transcrit avec une erreur de lecture de diacritique au Moyen Âge en Bedalgeuze, puis à la Renaissance en Bételgeuse. Le terme arabe est ancien et date d'avant la traduction des ouvrages grecs par les astronomes musulmans.

## D
- Deneb : Le nom Deneb pour désigner l'étoile α Cygni provient de l'arabe ذنب الدجاجة Dhanab ad-Dajājah, la « queue de la Poule » (la Poule est devenue notre constellation du « cygne »), c'est une traduction de la dénomination de Ptolémée.

- Denebokab : ذنب العقاب, (ḏanab al-ʿuqāb), aussi orthographié Deneb Okab, « la queue de l'Aigle ».

## M
- Mintaka : المنطقة "baudrier" ou "ceinture"

- Mekbuda : مقبوضة « la patte pliée du lion »
- Mirach: إزار et مئزر [izar, miîzar] « ceinture », par corruption ayant donné diverses translittérations dont Mirach[2].
- Mirfak : Mirfaq el Thurayya, le coude de la Pléiade

## R
- Rigel : abréviation de l'arabe ancien (datant d'avant l'influence grecque) rijl al-jawzāʾ, « le pied d'al-jawzāʾ », le nom apparaît en Europe dès la fin du Xe siècle.
- Rigel Kentaurus ou Alpha Centauri : introduit en Occident à une époque récente à partir d'un nom utilisé par les astronomes musulmans (traduit de Ptolémée) رجل القنطور signifiant le pied du Centaure.

## S
- Saïph : سيف الجبار saïf al jabbar, l'épée du Géant
- Schédar : le Sein
- Skat tiré de l'arabe الساق (as-saq) qui signifie « tibia »